# Саут Кливланд (Тенеси)
Саут Кливланд (енгл. South Cleveland) насељено је место без административног статуса у америчкој савезној држави Тенеси.

## Демографија
По попису из 2010. године број становника је 6.912, што је 696 (11,2%) становника више него 2000. године.
| Група             | 2000.         | 2010.         |
| Белци             | 5.843 (94,0%) | 6.296 (91,1%) |
| Афроамериканци    | 123 (2,0%)    | 207 (3,0%)    |
| Азијати           | 17 (0,3%)     | 26 (0,4%)     |
| Хиспаноамериканци | 130 (2,1%)    | 272 (3,9%)    |
| Укупно            | 6.216         | 6.912         |